# 粟野駅 (岐阜県)
粟野駅（あわのえき）は、かつて岐阜県岐阜市にあった、名古屋鉄道高富線の駅。

## 歴史
1913年に高富線が長良軽便鉄道の路線として開業した当初より存在する駅である。1944年ころにいったん休止されるが、1949年に復活している。高富線は輸送能力が乏しかったこともあって1960年に廃止され路線バスに転換、当駅もこれに合わせて廃駅となっている。
- 1913年（大正2年）12月25日 - 長良軽便鉄道の長良北町駅 - 高富駅間の開通と同時に開業[3][4]。
- 1915年（大正4年）11月20日 - 長良軽便鉄道と美濃電気軌道市内線が接続され、11月26日より両線で直通運転開始[4]。
- 1920年（大正9年）9月10日 - 長良軽便鉄道は美濃電気鉄道へ合併。同社の高富線となる[4]。
- 1930年（昭和5年）8月20日 - 美濃電気軌道が名古屋鉄道（初代。同年中に名岐鉄道に改称し、1935年より名古屋鉄道に再改称）に合併。同社の高富線の駅となる[4]。
- 1944年（昭和19年）ころ - 営業休止[4]。
- 1949年（昭和24年）10月1日 - 復活、無人駅となる[5]。
- 1960年（昭和35年）4月22日 - 高富線廃止に伴い、廃駅となる[4]。

## 駅構造
- 単式1面1線の乗り場を持ち、待合所が設置されていた。

## 隣の駅
名古屋鉄道
高富線
三田洞駅 - 粟野駅 - 高富駅